# Orquestra Sanfônica de São Paulo
Orquestra Sanfônica de São Paulo é a primeira orquestra brasileira voltada exclusivamente para sanfonas. Criada pela maestrina e professora Elvira Naccarato Sbrighi, ela é composta por 36 sanfonas e mais dois percussionistas, pandeiro, baixo tuba, guitarra, contrabaixo, cavaquinho e bateria.
A orquestra já tocou, inclusive, no importante Concurso Internacional de Castelfidardo, na Itália.

## Discografia
- 2000 - Orquestra sanfônica (Zan Discos)